# خویشتن‌آرایی
خویشتن‌آرایی (به انگلیسی: Self-fashioning)، چنان که استیون گرینبلت مراد داشته، برساختنِ هویت و چهرهٔ اجتماعیِ خویش است چنان که ویژگی‌های فرهنگی و اجتماعیِ معیّنی را جلوه‌گر کند. بالداساره کاستیلیونه از نویسندگانِ شیوه‌نامه‌های رفتار در دورهٔ رنسانس بود.